# Uvaria lucida
Uvaria lucida este o specie de plante angiosperme din genul Uvaria, familia Annonaceae, descrisă de George Bentham. A fost clasificată de IUCN ca specie cu risc scăzut.

## Subspecii
Această specie cuprinde următoarele subspecii:
- U. l. lucida
- U. l. virens